# Чёхчёнгёлёх
Чёхчёнгёлёх (также Чёхчёнгёлёёх) — крупное пресноводное озеро на северо-востоке Якутии, в Среднеколымском улусе. Расположено на просторах Колымо-Алазейской низменности, в междуречье рек Алазея и Колыма, в 30 км к югу от озера Балаганнах и в 43 км к северо-западу от озера Ружникова. Имеет каплевидную форму с заливом на северо-западе.  
Находится на высоте 33 м над уровнем моря. Площадь озера составляет 52 км², площадь водосбора — 85,5 км². Длина озера около 11,3 км, максимальная ширина — 8,7 км. Значимых притоков не имеет. На юго-востоке широкой протокой соединяется с озером Кёпёхтёх.
Берега низкие, преимущественно покрытые тундровым редколесьем, местами заболоченные. Отмечены места гнездованья стерха.
Ближайший населенный пункт, село Ойусардах, расположен примерно в 10 км к северо-западу.